# Radarstörning
Radarstörning är en beteckning på flera olika metoder att hindra en radar från att se och mäta in mål. Radarstörning delas in i aktiv störning, som innebär att störutrustningen sänder ut radiovågor, och passiv störning där utrustningen bara reflekterar de radiovågor som radarn sänder ut. Radarstörning används främst i militär verksamhet där det räknas som en del i den elektroniska krigföringen.

## Taktisk användning

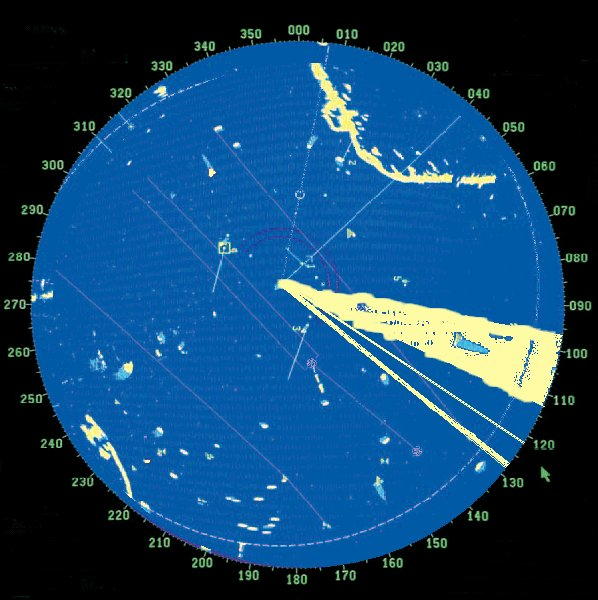
Maskerande störning på en radarskärm. Tre störkällor i ost-sydostlig riktning.

När ett mål skall beskjutas med en radarstyrd missil sker det i flera faser. En radar skall upptäcka målet. Radarn ska sedan mäta in målets läge, den ska låsa (börja följa) på målet och fortsätta följa målet hela vägen till träff. Radarstörning kan sättas in under var och en av dessa faser, men ofta är effekten störst ju tidigare anfallet kan avbrytas.
Syftet med störningen kan vara att dölja egna förband så att motståndarens radar inte kan upptäcka dem (maskerande störning), att skapa så många falska mål att operatören inte kan urskilja de verkliga målen bland alla falska (mättande störning), att få motståndarens radar att tappa bort ett mål som den börjat följa (avhakning) eller att få motståndarens radar att börja följa på ett falskt mål (påhakning). Avhakning och påhakning kallas också vilseledande störning.
Störningen kan utföras av särskilda störförband eller av den enhet som ska skyddas. Särskilda störflygplan kan följa med flygförband för att skydda dem mot upptäckt och angrepp. Militära fartyg och flygplan har ofta utrustning för att skydda sig själva mot målsökande robotar. Förutom mot robotar används störning mot spanings- och eldledningsradar. Det finns också civila utrustningar för radarstörning, avsedda att användas mot polisens fartradar.
Aktiv störning kan användas tillsammans med passiv störning för att ge bättre effekt. Enheter som kan utföra störning har oftast någon typ av utrustning för att analysera mottagna radarsignaler och anpassa störningen efter radarns våglängd, typ, med mera. Vissa av dessa kan styra utskjutningen av remsor och IR-facklor och ge förslag på taktiska undanmanövrar för att skydda det egna flygplanet eller fartyget.

## Passiv störning

### Remsor
Remsor är tunna metallbelagda trådar som ger radarekon. De kan spridas i stora mängder som maskerande störning eller i mindre moln för att haka av eller haka på robotar. Remsor kan kombineras med aktiv störning. Remsor kombineras också ofta med IR-facklor för närskydd av fartyg och flygplan.

### Skenmål
Skenmål är föremål som bogseras efter skyddsobjektet eller som driver med vågor och vind. Det finns också självgående radiostyrda skenmål. Radarsignaturen (och IR-signaturen) avpassas så att de ska likna verkliga flygplan eller fartyg. För att ett litet föremål ska ge samma kraftiga radareko som ett verkligt mål förses skenmål med radarreflektorer. Användningen av skenmål kan syfta till att vilseleda motståndaren om de egna styrkornas förflyttningar eller att få motståndaren att bekämpa skenmålen.

## Aktiv störning

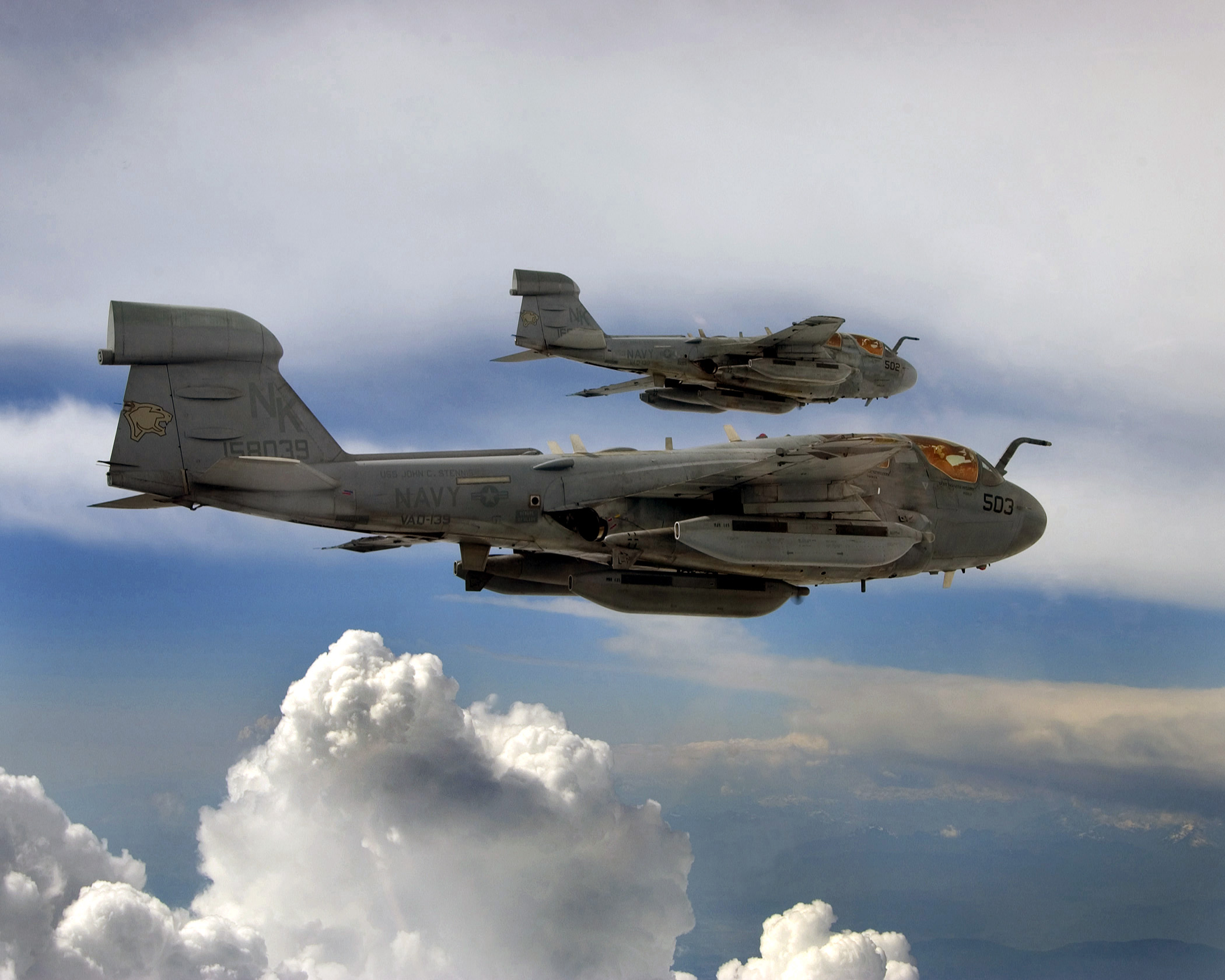
Northrop Grumman EA-6B Prowler, ett amerikanskt störflygplan som också kan bära signalsökande robotar.

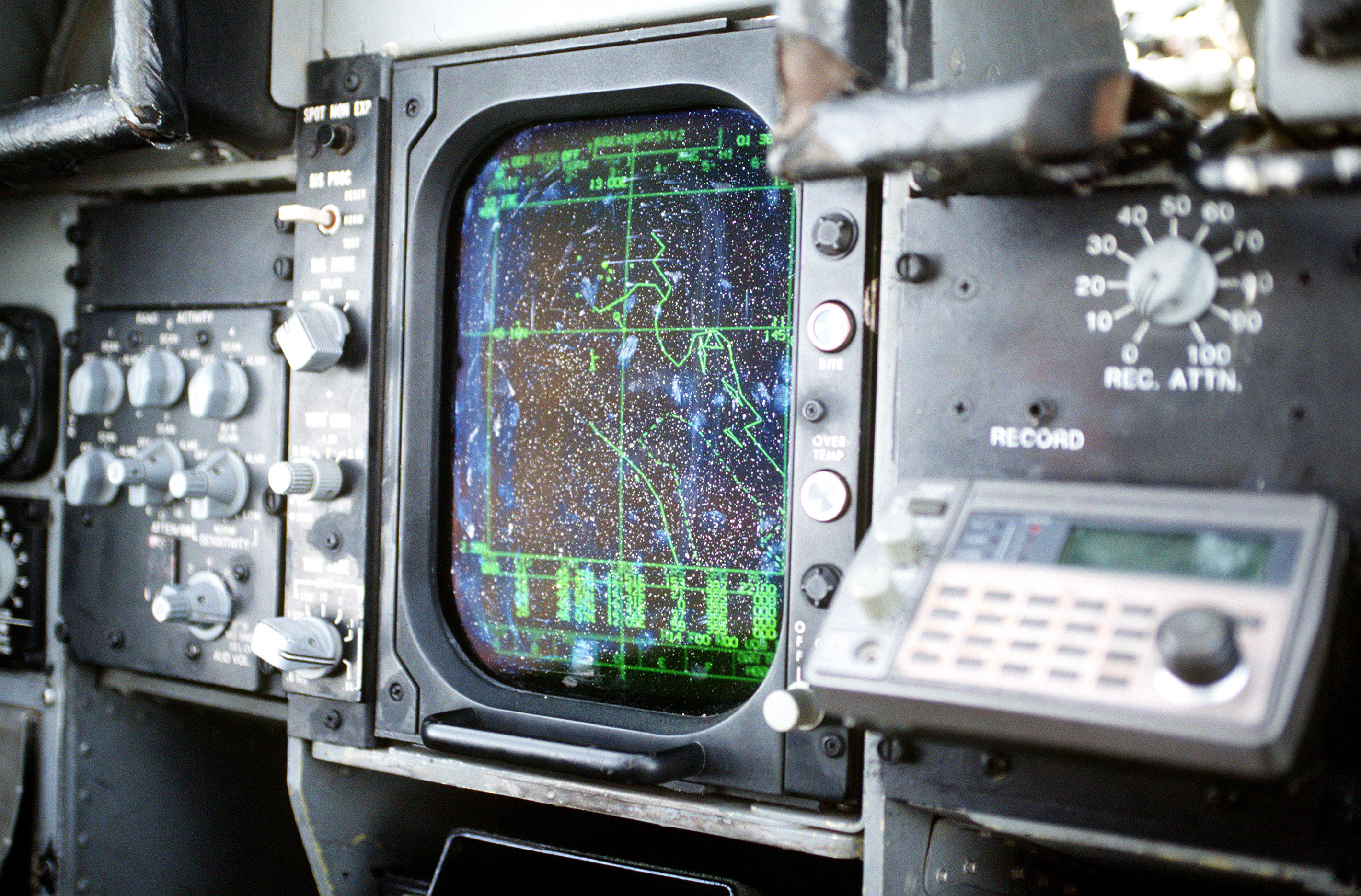
En kontrollpanel i EA-6B Prowler

### Teknik
En radarstation skickar ut korta pulser av radiovågor i ett smalt knippe. Energin som målet reflekterar fångas upp av en mottagare, behandlas och resultatet presenteras på en radarskärm. Aktiv störning innebär att man sänder ut radiovågor på samma frekvens som radarstationen använder. Vid mättande och vilseledande störning försöker man också efterlikna radarpulsens egenskaper (längd och modulation) så att de falska ekona ska bli svåra att skilja från verkliga. Ett digitalt RF-minne (DRFM) kan spara information om en puls och gör det möjligt att skapa nya falska pulser.
Eftersom radarns mottagare är anpassad för att ta emot mycket svaga signaler kan även svaga radiosändare störa en radar. Effekten blir dock bättre ju kortare avståndet är mellan störkällan och radarn, då signalen blir starkare på korta avstånd. En störning över ett brett frekvensområde (bredbandig störning) kräver mer effekt än störning som koncentreras till en frekvens eller ett smalt frekvensområde (smalbandig störning).
En radarantenn sänder ut den mesta effekten i en snäv vinkel och den är också känsligast i samma riktning. Antennen "läcker" dock en mindre mängd radiovågor i olika riktningar åt sidan och bakåt (de så kallade sidoloberna). I samma riktningar tar också antennen emot radiovågor. En störare kan utnyttja detta genom att sända så att störningen tas upp av sidoloberna. På radarskärmen kommer det då att se ut som om störningen kommer från en annan riktning än den där störsändaren befinner sig.

### Maskerande störning
En enkel metod för att störa spaningsradar är att skicka ut brus, som genereras av en brusgenerator kopplad till en sändare. Störningen visar sig som en ljus sektor på radarskärmen i den riktning som störkällan kommer ifrån. Om störsignalen är stark kommer störningen att tas emot även i andra riktningar än antennens huvudriktning, och störningen kan då omfatta hela eller nästan hela varvet runt.
En liknande metod är att sända ut en kontinuerlig våg eller slumpvis fördelade pulser som liknar radarpulser.
Störsignalen kan vara inriktad på en frekvens eller på ett brett frekvensområde. Ett brett frekvensområde används när man vill störa flera radarstationer samtidigt, när man inte vet vilka stationer som finns i området eller när man vill störa en radarstation som snabbt kan byta frekvens. Ett annat sätt att störa över ett brett frekvensspektrum är att låta en sändare snabbt svepa över det frekvensområde man vill störa.

### Mättande störning
Vid mättande störning skapar störsändaren ett stort antal falska ekon. Störsändaren är kopplad till en mottagare som tar emot radarpulsen och skickar ut flera kopior av pulsen, med olika fördröjning. Störningen visar sig som ett stort antal falska mål. Om störsändarens effekt är tillräckligt stor kan falska ekon skapas i en bred sektor genom att utnyttja radarantennens sidolober, det område vid sidan av antennens huvudriktning där antennen sänder och tar emot radiovågor med låg känslighet.
Om radarstationen sänder ut sina pulser någorlunda regelbundet kan störsändaren beräkna när nästa puls ska komma och sända ut ett falskt eko innan radarpulsen träffar störsändarens mottagare. På det viset kan falska ekon skapas mellan radarn och störsändaren.

### Vilseledande störning
När en målsökningsradar i en robot har låst på målet kan den luras att följa ett falskt mål. Störsändaren skapar ett falskt eko som till att börja med ligger över det egna fartyget eller flygplanet. Det falska ekot görs starkare än det verkliga ekot. I nästa steg förskjuts det falska ekot i avståndsled genom att tidsfördröjningen ändras. Radarn mäter därför fel avstånd till målet. Samma teknik kan användas mot eldledningsradar för luftvärnskanoner eller för fartygsartilleri.
Mot en målsökande robot kan skyddsobjektet också sätta in vinkelavhakning. Två antenner med avstånd mellan sig sänder ut en puls som liknar radarekot. Den ena antennen sänder ut pulsen med en viss fördröjning. Vågfronten som når roboten är därför sned i förhållande till den verkliga riktningen från roboten till skyddsobjektet, och roboten luras att styra mot en punkt vid sidan av skyddsobjektet.

## Motåtgärder
Det finns ett stort antal olika motåtgärder mot störning. Några exempel är:
- Hoppfrekvens – radarn byter frekvens mellan varje puls. Det blir då omöjligt för störaren att skapa falska ekon mellan radarn och störsändaren, eftersom frekvensen inte är känd innan pulsen har träffat störsändaren. Hoppfrekvens är också effektiv mot smalbandig störning eftersom åtminstone vissa pulser sänds utanför den störda frekvensen.
- Variabel pulsrepetitionsfrekvens – radarn varierar tiden mellan pulserna som sänds ut. Detta gör det svårare att skapa falska mål mellan radarn och störsändaren.
- Moving target indication är en teknik som kan skilja rörliga mål från sådana som är fasta eller rör sig långsamt, som till exempel remsor. Dopplerradar är en annan teknik som gör samma sak. Båda dessa har dock svårt att skilja stillastående mål från mål som rör sig i sidled relativt radarn.
- Pulskompression – radarn sänder ut extremt långa pulser. Pulserna är uppdelade i segment med sinsemellan olika frekvens. När ekot kommer tillbaka komprimeras den långa pulsen till en kort puls med hjälp av frekvensskillnaden (olika delar av pulsen fördröjs olika mycket i mottagaren).
- Filter av olika slag behandlar radarekot och kan till exempel ändra förstärkningen för att hindra mottagaren från att bli överstyrd. Andra filter gör mottagaren känslig för ökningar i ekostyrka och kan på det sättet upptäcka till exempel ett flygplan som är dolt i ett stråk med remsor.
- Radarns konstruktion i övrigt påverkar också känsligheten för störning. En antenn med hög riktverkan minskar effekten av störning, liksom ett högt signal/brusförhållande i mottagaren. Hög sändareffekt ökar möjligheterna att urskilja äkta ekon i en störd miljö.
- Vapeninsatser mot störsändaren räknas strängt taget inte till telekrigföringen men är en möjlighet. Signalsökande robotar kan sättas in mot störsändaren. Vissa robotar med radarmålsökare kan övergå till passiv styrning och styra mot störkällan.